# Забулена сова
Забулената сова (Tyto alba) е средно голяма нощна граблива птица, срещаща се и в България. Оперението ѝ е много фино, в пастелени цветове, с бяло було. Няма изразен полов диморфизъм.

## Разпространение
Широко разпространена по всички континенти със сравнително ниска плътност на популацията. На много места числеността ѝ е станала критично ниска в последните години, но на други се забелязва стабилизация или дори леко увеличаване.

## Начин на живот и хранене
Хищна птица, ловува нощем, след като напълно се стъмни. Ловните ѝ територии включват открити пространства като пасища, ливади, а и урбанизирани територии около постройки, складови помещения, градини и др. Има отличен слух, който ѝ помага да открива плячката си дори под снежна или листна покривка. Храни се с дребни бозайници като гризачи, насекомоядни и др.; влечуги; земноводни; птици; едри насекоми и други безгръбначни.

## Размножаване
Гнезди често в изоставени постройки. Размножителният период започва в началото на март. Яйцата са чисто бели и сферични.

## Допълнителни сведения
Интересен факт е асиметричното разположение на слуховите ѝ отвори в черепа, което ѝ помага в по-доброто локализиране на звуците в тъмнина. Когато птицата ловува нощем, тя може да се види, но не и да се чуе. Тя лети много тихо, което ѝ помага да не изплаши плячката си.
Има различия в оперението на възрастните и младите идивиди. Възрастните от подвида T. a. guttata отгоре са сивопепеляви с ръждавокафяви и черни петна, а отдолу – жълто-кафяви с многобройни кафяви петънца. Младите отгоре са по-сивкави, а отдолу жълтеникави. През втората година те спират да се различават от възрастните и навлизат в полова зрялост. Подвидът T. a. alba е по-светъл, отдолу бял с единични кафяви петънца.
В България е изключително рядък вид, поставен под защитата на Закона за биологичното разнообразие. Включен е в Червената книга на Република България, том 2.